# Huberto de Beaumont-au-Maine

O brasão de armas da família de Beaumont, adotado no início da era da heráldica, c.1200.

Huberto II de Beaumont-au-Maine, também conhecido como Huberto de Sainte-Suzanne, foi um visconde francês de Beaumont e Maine, e mais tarde de Vendôme. No século XI ocupou os territórios franceses de Beaumont, Fresnay e Sainte-Suzanne.

## Carreira
Huberto, era o filho de Raul V de Beaumont e Ema de Montreveau. Ocupou vários viscondados, incluindo o de Sainte-Suzanne, de Lude, de Maine, de Manceaux, e de Mans. Durante a vida da segunda mulher de seu pai, Cana, alegou ser seu filho, e sempre se referia a ela como "Viscondessa"; ele definiu sua própria vida como quisesse.
Movido por causa do Conde de Anjou e Maine, desempenhou um papel significativo na batalha entre os senhores de Liège e Guilherme, o Conquistador. Apesar de um cerco de quatro anos (1083-1086), a cidade de Sainte-Suzanne, defendida por Huberto II, foi o único castelo que Guilherme, o Conquistador nunca conseguiu tomar.

## Genealogia
A família Beaumont, depois Beaumont-Brienne, dominou esta parte do Maine durante os séculos X ao XIII.

## Família
Huberto casou-se com Ermengarde de Nevers em 6 de dezembro de 1067. Era filha de Guilherme I de Nevers (1029-1083), conde de Nevers, e Ermengarde de Tonnerre. Aparece com o marido em vários relatos históricos, nomeadamente a confirmação da capela de Saint-Aubin du Lude, em torno de 1090, e na doação de Saint-Flaceau à abadia de Saint-Vincent.
Com sua filha Godault, a futura abadessa da abadia na Étival, localizada em Chemiré-en-Charnie, Ermengarde frequentemente visitou vários conventos. Numa Páscoa, tendo ido para Cellières, ela deu o sacerdote, Henri de Champeaux, o direito de caçar em sua floresta; mais tarde, no Natal, ela também deu ao padre de Cheffes, Geoffroy de Nantes, a permissão para usar seus bosques. Um relato existente, datado de 28 de dezembro de 1135, de uma viscondessa Ermengarde, esposa de cabelo Gautier, Visconde de Mollan; Dom Guilloteau sugere que esta seja a mesma Viscondessa de Maine, casou-se novamente no final da vida, e ainda vivia, apesar de ter pelo menos 90 anos de idade. Este relato parece um tanto inacreditável e exige mais uma prova para apoiá-lo.
Huberto teve cinco filhos:
1. Raul († 1120-25), Visconde de Fresnay, de Beaumont, de Sainte-Suzanne[1]
2. Huberto, mencionado em 1095[1]
3. Guilherme[1]
4. Denis[1]
5. Godeheult († 1099), uma freira em Cluny[1]